# Tecnologia ellenistica

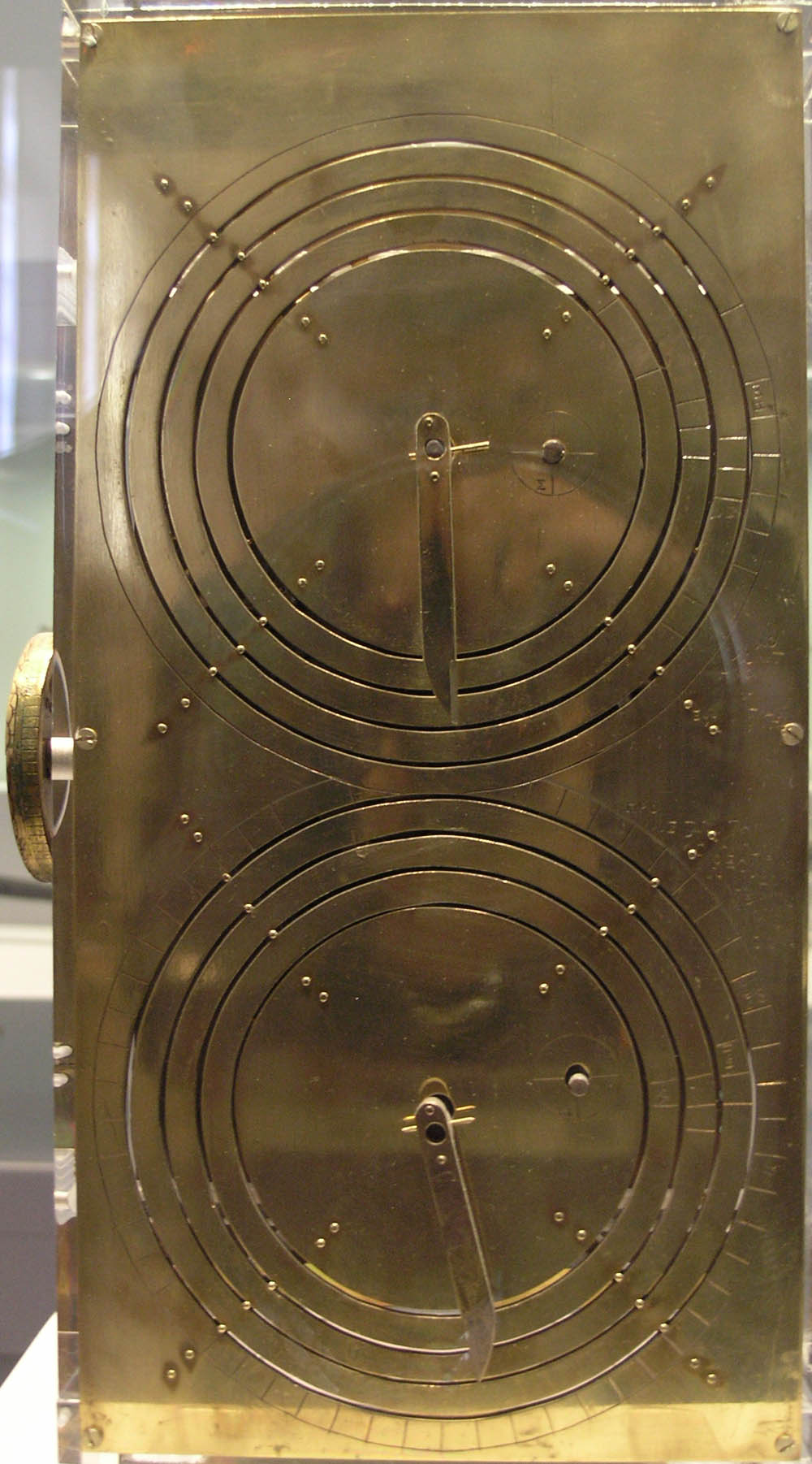
Ricostruzione della macchina di Anticitera

Nell'ambito della cultura ellenistica la scienza rappresentò probabilmente il punto più alto raggiunto dal sapere nel mondo antico. Nacque la figura dello scienziato, che coniugava lo studio teorico con la realizzazione di opere tecnologiche, superando la tradizionale dicotomia tra contemplazione disinteressata della natura e miglioramento empirico delle tecnologie preesistenti. Il centro di questo sviluppo scientifico fu Alessandria, che con le strutture culturali della Biblioteca e del Museo divenne un centro di attrazione per tutti gli intellettuali dell'epoca.
Rispetto al sapere scientifico del passato la scienza ellenistica presentò uno sviluppo considerevole della tecnologia tale da essere paragonabile a quello europeo del XVII secolo, della prima rivoluzione industriale.

## Scienziati e ingegneri in età ellenistica
Benché sia diffusa l'opinione secondo cui nel mondo antico le classi colte mostrassero un sentimento di disinteresse, se non disprezzo, verso la tecnologia e l'ingegneria, questo non è generalmente vero per l'età ellenistica. Molti scienziati ed ingegneri ellenistici furono anche autori di opere e lavorarono in stretto contatto con i centri culturali e di potere più importanti dell'epoca, i quali finanziavano la ricerca applicata, soprattutto in ambito militare. I Tolomei in Egitto furono particolarmente attivi in questo senso, come emerge da un passo di Filone di Bisanzio a proposito della costruzione di catapulte a torsione:
Molti scienziati affiancarono la propria ricerca sperimentale a studi più teorici, anche matematici, e alla scrittura di opere, per lo più perdute o giunteci in forma frammentaria, sia di carattere teorico che pratico: tra questi si possono menzionare Archimede, Ctesibio e Filone di Bisanzio. Che l'avanzamento tecnologico fosse connesso anche a ricerche scientifiche teoriche è in alcuni casi chiarito dagli autori stessi: Filone, per esempio, accenna ad un'opera sul moto degli atomi nel vuoto nella sua Pneumatica, un trattato in cui dimostra varie proprietà dell'aria attraverso congegni. Archimede partecipò alla realizzazione e al varo della Siracusia, la più grande nave dell'epoca secondo le fonti, un fatto che si concilia con i suoi studi sulle leve e sulla stabilità in acqua di corpi come paraboloidi di rivoluzione rispetto a beccheggio e rollio.

## Invenzioni e realizzazioni tecnologiche
In quest'epoca comparvero per la prima volta oggetti come gli ingranaggi dentati, le pompe a pistone, il differenziale e il giunto cardanico. Si diffuse la vite idraulica, la cui invenzione è stata tradizionalmente attribuita ad Archimede, e fu probabilmente inventato il mulino ad acqua. Filone ed Erone di Alessandria descrivono nelle loro opere macchine per sollevare l'acqua, mulini ad acqua, dispositivi a scappamento, oltre a vari generi di automi, ma anche l'Eolipila, l'odometro, il pantografo e perfino un distributore automatico. Ctesibio inventò l'organo idraulico, da cui derivano gli organi moderni, e con Archimede perfezionò l'orologio ad acqua, il più accurato strumento di misurazione del tempo fino all'invenzione dell'orologio a pendolo nel XVII secolo. 
L'alto livello ingegneristico dell'epoca è simboleggiato nell'immaginario collettivo dal Colosso di Rodi e dal Faro di Alessandria: quest'ultimo emetteva luce visibile, secondo le fonti antiche, da 300 stadi (circa 48 km), il massimo possibile per un edificio di quell'altezza.
Un altro manufatto di livello tecnologico eccezionale è la Macchina di Anticitera, un calcolatore analogico impiegato per prevedere le posizioni dei corpi celesti, le fasi lunari e le eclissi, risalente probabilmente al II secolo a.C. e recuperato da un relitto nel 1901. Anche se la sua struttura originale non è stata del tutto elucidata, si ritiene che fosse composta da 37 ingranaggi di bronzo e si servisse di un differenziale per regolare i rapporti tra le loro velocità. È il primo calcolatore analogico noto della storia. Benché prima della sua scoperta non si credesse che in età ellenistica si fosse raggiunto un tale livello di capacità tecnologiche, le fonti scritte ci informano comunque che planetari meccanici venivano costruiti nell'antichità: secondo Pappo la costruzione di planetari che sfruttano il moto dell'acqua era una delle branche della meccanica; si sa inoltre che Archimede e Posidonio realizzarono planetari.

## Elenco di invenzioni e realizzazioni principali
- Antico Canale di Suez: Aperto da ingegneri greci sotto Tolomeo II (283-246) all'inizio del III secolo a.C., dopo iniziali tentativi, probabilmente solo in parte falliti.[6]
- Chiusa: Costruita nell'antico Canale di Suez sotto Tolomeo II (283-246 a.C.), all'inizio del III secolo a.C.[7][8][9]
- Vite di Archimede: Questo dispositivo, capace di spostare sostanze solide o liquide da un piano inferiore a uno elevato, è tradizionalmente attribuito ad Archimede di Siracusa (circa III secolo a.C.).[10][11]
- Faro: L'esempio più illustre dei fari dell'antichità, fu il Faro di Alessandria, la città fondata in Egitto da Alessandro Magno. Opera di Sostrato di Cnido, fu costruito sotto la dinastia dei Tolomei attorno al 280 a.C. sull'isolotto di fronte alla città, dal cui nome Pharos “Φάρος” (faro) deriva la parola faro nelle lingue di origine greca e latina.[12]
- Sveglia: Ctesibio (fl. 285-222 a.C.) montò sulla sua clessidra un quadrante e una lancetta per indicare il tempo, e aggiunse un elaborato «sistema di allarme che poteva essere realizzato facendo cadere ciottoli su un gong, o facendo soffiare delle trombe (facendo forza su delle campane di vetro nell'acqua e portando l'aria compressa attraverso un'ancia) a tempi preimpostati».[13]
- Scappamento: Descritto da Filone di Bisanzio nel suo trattato tecnico Pneumatica (capitolo 31) nel III secolo a.C.[14], come parte di un portacatino automatico per gli ospiti che si sarebbero lavati le mani. Il commento di Filone «la sua costruzione è simile a quella degli orologi» indica che tali scappamenti erano già integrati in antichi orologi ad acqua.
- Ruota idraulica: Descritta per la prima volta da Filone di Bisanzio (circa 280-220 a.C.).[15]
- Trasmissione a catena: Descritta per la prima volta da Filone di Bisanzio (III secolo a.C), questo dispositivo dava l'energia a una balestra a ripetizione, la prima del suo genere finora conosciuta.[16]
- Sospensione cardanica: La sospensione cardanica (gimbal) fu descritta per la prima volta da Filone di Bisanzio nel III secolo a.C.[17] Filone descrisse un vaso a otto lati con dell'inchiostro, con un'apertura su ciascun lato, che può essere girato in modo che, mentre qualsiasi faccia è in cima, una penna può essere immersa e inchiostrata - tuttavia l'inchiostro non scappa via attraverso i buchi sugli altri lati. Questo è possibile per la sospensione del calamaio al centro, che viene montato su una serie di anelli concentrici in modo che possa rimanere stazionario indipendentemente dal modo in cui il vaso stesso viene girato.
- Odometro: L'odometro, un dispositivo usato nel periodo ellenistico tardo, dai Romani e nel Rinascimento per indicare la distanza percorsa da un veicolo. È stato inventato probabilmente da Eratostene nel III secolo a.C.[18]
- Cannone: La potenza del vapore acqueo, ossia quello che anticamente veniva chiamato «fumo d'acqua», era conosciuta fin dai tempi antichi. Sembra infatti che Archimede abbia costruito una specie di "cannone a vapore", che riusciva a lanciare dei grossi proiettili.[19]
- Principio della doppia azione: Principio meccanico universale che fu scoperto e per la prima volta applicato da Ctesibio (III secolo a.C.) nella sua pompa a pistoni a doppia azione, che sarà dopo ulteriormente sviluppata da Erone nella sua manichetta.[20]
- Astrolabio: Utilizzato per la prima volta attorno al 200 a.C. dagli astronomi in Grecia. Usato per determinare l'altitudine degli oggetti nel cielo.[21][22] La sua invenzione è spesso attribuita a Ipparco di Nicea, uno dei massimi astronomi della storia e che contribuì allo sviluppo della teoria degli epicicli e redasse la prima mappa stellare conosciuta.[23]
- Leva: Sebbene sfruttata da sempre come principio, la leva fu studiata sistematicamente a livello teorico da Archimede e messa in pratica per tecnologie più avanzate in quest'epoca.[24]
- Mulino ad acqua: L'uso dell'energia idrica fu dovuto a pionieri greci: la primissima menzione a un mulino ad acqua nella storia si rileva nella Pneumatica di Filone di Bisanzio (circa 250 a.C.).[25]
- Nave a tre alberi: Prima testimonianza nella Siracusia, come in altre navi siracusane (mercantili) sotto Gerone II di Siracusa.[26]
- Vele a prua e a poppa: Questo tipo di vele apparve nel II secolo a.C. nel Mare Egeo su piccole navi greche.[27]
- Pompe ad aria e acqua: Ctesibio e vari altri Greci di Alessandria del II secolo a.C. svilupparono e misero in pratica diverse pompe ad aria e acqua che servivano a una varietà di scopi,[28] per esempio nell'organo idraulico e nella fontana di Erone.
- Ingranaggio di Sakia: Apparso per la prima volta nell'Egitto ellenistico del II secolo a.C., dove prove pittoriche lo mostrano già completamente sviluppato.[29]
- Calcolatori analogici: Nel 1900-1901, fu trovato il meccanismo di Antikythera nel relitto di Antikythera. Si pensa che il dispositivo fosse un calcolatore analogico progettato per calcolare le posizioni astronomiche e che fosse usato per prevedere le eclissi lunari e solari secondo i cicli di progressioni aritmetiche babilonesi. Risale a circa il 150 a.C.[30]
- Manichetta: Inventata da Erone nel I secolo a.C. sulla base della pompa a pistoni a doppia azione di Ctesibio.[20] Ha permesso un più efficiente spegnimento degli incendi.
- Distributore automatico: Fu descritto per la prima volta da Erone di Alessandria nel I secolo a.C. La sua macchina accettava una moneta e dopo dispensava una quantità fissa di acqua sacra. Quando la moneta era depositata, cadeva su una vaschetta attaccata a una leva. La leva apriva una valvola, che lasciava fluire fuori un poco d'acqua. La vaschetta continuava a pendere con il peso della moneta fino alla caduta, fino al punto in cui un contro-peso avrebbe riportato la leva al proprio posto e spento la valvola.[20]
- Differenziale: La Macchina di Antikythera impiegava un differenziale per determinare l'angolo fra le posizioni eclittiche del sole e della luna, e perciò le fasi della luna.[31][32]
- Ventilazione: Le Torri del Vento nella agorà romana ad Atene mostravano in cima un dispositivo di ventilazione nella forma di un Tritone di bronzo che stringeva nella propria mano protesa una bacchetta, che ruotava secondo il soffio del vento. Sotto, il suo fregio era ornato con le otto divinità del vento. L'alta struttura di 8 metri presentava all'interno anche meridiane e un orologio idraulico, il tutto risalente a circa il 50 a.C.[33]
- Torre dell'orologio: Vedi torre dell'orologio.[34]
- Porte automatiche: Erone di Alessandria descrisse degli schemi per delle porte automatiche utilizzabili in un tempio con l'aiuto dell'energia del vapore.[20]